# Francisco Tello de León
Francisco Tello de León (Granada, 1594 – L'Aquila, 18 febbraio 1662) è stato un vescovo cattolico spagnolo.

## Biografia
Nato nel 1594 a Granada, entrò a far parte dell'ordine della Santissima Trinità a Toledo; fece attività predicatrice in diverse città iberiche e italiane, tra cui Valencia, Saragozza, Lisbona, Roma, Napoli, Genova e in Sardegna. Fu quindi trasferito al convento della Santissima Trinità degli Spagnoli nella città partenopea, dove fu consigliere dei viceré di Napoli e commissario generale dei religiosi spagnoli. 
Il 1º giugno 1654 fu nominato vescovo dell'Aquila da Filippo IV di Spagna, con l'approvazione di papa Innocenzo X; il 14 giugno fu consacrato nella chiesa di San Giacomo degli Spagnoli a Roma da Marzio Ginetti, cardinale vescovo di Albano, insieme a Papirio Silvestri e Carlo Antonio Agudio come co-consacranti. Mantenne l'incarico fino alla sua morte, avvenuta il 18 febbraio 1662 (secondo altri, invece, il 16) e fu sepolto nella cattedrale cittadina.

## Genealogia episcopale
La genealogia episcopale è:
- Cardinale Guillaume d'Estouteville, O.S.B.Clun.
- Papa Sisto IV
- Papa Giulio II
- Cardinale Raffaele Riario
- Papa Leone X
- Papa Paolo III
- Cardinale Francesco Pisani
- Cardinale Alfonso Gesualdo
- Papa Clemente VIII
- Cardinale Pietro Aldobrandini
- Cardinale Laudivio Zacchia
- Cardinale Antonio Barberini, O.F.M.Cap.
- Cardinale Girolamo Colonna
- Cardinale Francesco Barberini
- Cardinale Marzio Ginetti
- Vescovo Francisco Tello de León